# La querida del Centauro
La querida del Centauro es una serie de televisión de drama criminal estadounidense creada por Teleset y Sony Pictures Television para Telemundo. Esta protagonizada por Ludwika Paleta, Humberto Zurita y Michel Brown y con las participaciones antagónicas de Alexandra de la Mora, Irene Azuela,  Pablo Abitia y Carmen Madrid y en la segunda temporada cuenta con las participaciones antagónicas de Sandra Echeverría, Ricardo Polanco y Michel Chauvet.
Se estrenó con la primera temporada el 12 de enero de 2016 y concluyó con la segunda temporada el 24 de julio de 2017.

## Sinopsis
Una mujer será capaz de alterar la ley y el orden por amor a su hija. Arriesga su propia vida y sirve de anzuelo en la entrega de uno de los narcotraficantes más peligrosos de México.

## Elenco

### Principales
- Humberto Zurita como Benedicto Suárez «El Centauro»
- Ludwika Paleta como Yolanda Acosta
- Michel Brown como Gerardo Duarte
- Alexandra de la Mora como Julia Peña (temporada 1)
- Irene Azuela como Tania Muñoz (temporada 1)
- Sandra Echeverría como Ana Velazco (temporada 2)
- Pablo Abitia como Vicente Garrido

### Recurrentes
- Arantza Ruiz como Cristina Acosta
- Iñaki Godoy como Amadeo «El Gato»
- Michel Chauvet como Emilio Cobos
- Ricardo Polanco como Rafael Bianchini
- Jaime Del Águila como Luis «Lucho» Rodríguez
- Salvador Amaya como Isidro Gómez (temporada 2)
- Horacio García Rojas como Eduardo «Lalo» López (temporada 2)
- Raúl Villegas como Miguel Fernández (temporada 2)
- Tizoc Arroyo como Javier Antuna (temporada 2)
- Olinka Velázquez como Elvira Fernández (temporada 2)
- José Ramón Berganza como Román Luna (temporada 2)
- Óscar Toledano como Nicolás Bayón (temporada 2)
- Karla Cruz como Erica Ruiz (temporada 2)
- Andrés Montiel como Félix Ávila (temporada 1)
- Rodolfo Blanco como Marco Aguilar (temporada 1)
- Vadhir Derbez como César Suárez (temporada 1)
- Alejandro Caso como Dr. Julián Lemus (temporada 2)
- Ignacio Guadalupe como Comisario Manuel Salgado (temporada 1)
- Monica Dionne como Leticia Solís (temporada 2)
- Quetzalli Bulnes como Adriana Bianchini (temporada 2)
- José Sedek como Diego (temporada 1)
- Cuauhtli Jiménez como Ignacio "Nacho" Atencio (temporada 1)
- Albi De Abreu como El Loco (temporada 2)
- Enoc Leaño como Paulino Atencio «El Cirujano» (temporada 1)
- Carmen Madrid como Mariela Acosta (temporada 1)
- Héctor Holten como Otoniel Morillo (temporada 1)
- David Ponce como Mapache (temporada 2)
- Andrea Martí como Bibiana Taborda (temporada 1)
- Jack Duarte como Alex (temporada 2)
- Sebastián Martínez como  Juan Fernando Rodríguez «El Primo» (temporada 2)

## Índices de audiencia
| Temporada | Episodios | Primera emisión     | Primera emisión         | Última emisión      | Última emisión          |
| Temporada | Episodios | Fecha               | Audiencia (en millones) | Fecha               | Audiencia (en millones) |
| --------- | --------- | ------------------- | ----------------------- | ------------------- | ----------------------- |
| 1         | 51        | 12 de enero de 2016 | 1.85                    | 13 de marzo de 2016 | 1.14                    |
| 2         | 90        | 2 de mayo de 2017   | 1.14                    | 24 de julio de 2017 | 1.46                    |

## Premios y nominaciones
| Año  | Premio                       | Categoría                                  | Nominados                     | Resultado |
| ---- | ---------------------------- | ------------------------------------------ | ----------------------------- | --------- |
| 2016 | Premios Tu Mundo 2016        | Actor Protagonista Favorito - Súper Serie  | Humberto Zurita               | Nominado  |
| 2016 | Premios Tu Mundo 2016        | Actor Protagonista Favorito - Súper Serie  | Michel Brown                  | Nominado  |
| 2016 | Premios Tu Mundo 2016        | Actriz protagonista favorita - Súper serie | Ludwika Paleta                | Nominada  |
| 2016 | Premios Tu Mundo 2016        | La mala más buena - Súper serie            | Alexandra de la Mora          | Nominada  |
| 2016 | Premios Tu Mundo 2016        | La mala más buena - Súper serie            | Carmen Madrid                 | Nominada  |
| 2016 | Premios Tu Mundo 2016        | Actriz favorita - Súper serie              | Andrea Martí                  | Nominada  |
| 2016 | Premios Tu Mundo 2016        | Actor favorito - Súper serie               | Ricardo Polanco               | Nominado  |
| 2016 | Premios Tu Mundo 2016        | Revelación del año - Súper serie           | Arantza Ruiz                  | Nominada  |
| 2016 | Premios Tu Mundo 2016        | La pareja perfecta - Súper serie           | Michel Brown y Ludwika Paleta | Nominados |
| 2016 | Premios Tu Mundo 2016        | Protagonista con mala suerte               | Ludwika Paleta                | Nominada  |
| 2016 | Premios Tu Mundo 2016        | Súper serie del año                        | La querida del Centauro       | Nominada  |
| 2016 | TV Adicto Golden Awards 2016 | Mejor actor de narconovela                 | Humberto Zurita               | Ganador   |
| 2017 | Premios Tu Mundo 2017        | Súper serie favorita                       | La querida del Centauro       | Nominado  |
| 2017 | Premios Tu Mundo 2017        | Protagonista favorito                      | Michel Brown                  | Nominado  |
| 2017 | Premios Tu Mundo 2017        | El malo más bueno                          | Humberto Zurita               | Nominado  |
| 2017 | Premios Tu Mundo 2017        | Protagonista favorita                      | Ludwika Paleta                | Nominada  |